# Juventus de Sainte-Anne
Maillots
L'Association Sportive et Générale Juventus, plus couramment abrégé en ASG Juventus, est un club de football fondé en 1935 et basé dans la ville de Sainte-Anne en Guadeloupe.

## Palmarès
| Compétitions nationales |
| --- |
| - Championnat de Guadeloupe (8) : - 1967, 1969, 1973, 1974, 1975, 1976, 1979 et 2000. - Coupe de Guadeloupe (6) : - 1955, 1958, 1971, 1975, 1976 et 1978. - Coupe de France (Zone Guadeloupe) (2) : - 1964 et 1973. |